# Einars Repše
Einars Repše (født 9. december 1961 i Jelgava i Lettiske SSR) er en lettisk politiker og Letlands tidligere ministerpræsident samt formand for den lettiske nationalbank.
Repše dimitterede fra Letlands Statsuniversitet i 1986 med en grad i fysik med speciale i radioelektronik. Han gik ind i politik i 1988 som en af grundlæggerne af Letlands Nationale Uafhængighedsbevægelse (LNNK), en politisk organisation til fremme af Letlands uafhængighed fra Sovjetunionen. Han blev valgt til Letlands parlament Saeima i 1990. Fra 1991 til 2001 var Repše formand for Letlands Nationalbank. I denne periode overså han indførelsen af lettiske rubler, Letlands midlertidige overgangsvaluta, og Lats, det uafhængige Letlands valuta. Under Repše forfulgte nationalbanken en stram pengepolitik og gennemførelse af en de facto valutakomite for latsen, som har sørget for en fast vekselkurs, først overfor D-marken, siden overfor Euroen.
Siden 2001 har Repše været aktiv i politik, og har været både forsvarsminister og finansminister i og ministerpræsident for skiftende regeringer. Einars Repše er siden den 29. oktober 1997 Kommandør af Trestjerneordenen.